# Г'ю Фрейзер
Г'ю Фрейзер (англ. Hugh Fraser; 23 жовтня 1945, Лондон) — англійський актор, відомий українському глядачеві передусім як виконавець ролі капітана Гастінгса в телесеріалі «Пуаро Агати Крісті» і герцога Веллінгтона в серіалі про королівського стрільця Шарпа.

## Життєпис
Закінчив Лондонську академію драматичного мистецтва і музики. До моменту закінчення академії, Фрейзер вже встиг зіграти кілька другорядних ролей в кіно і на телебаченні. Знімався в другорядних і епізодичних кіноролях, грав у театрі, був рок-співаком. Першу велику роль зіграв у 1983 році у фільмі «Контракт рисувальника» (режисер Пітер Гріневей), знявся ще у низці фільмів і серіалів. У 1988 році був обраний на роль капітана Гастінгса на зйомках серіалу «Пуаро Агати Крісті». Виконував цю роль до 2001 року і в завершальних серіях «Пуаро», що вийшли на екран у 2013 році. Фрейзеру довелося серйозно попрацювати над зовнішністю разом з гримерами проекту, оскільки капітан Гастінгс, якого йому довелося зіграти, був набагато старшим актора. 
Роль в одному з найкращих британських серіалів, дозволила Г'ю отримати ще ряд цікавих пропозицій для зйомок у кіно і на телебаченні. У 1994 році на телевізійні екрани США і Великої Британії вийшов багатосерійний фільм «Рота Шарпа» в якому Г'ю Фрейзер виконав роль герцога Веллінгтона.
Актор одружений зі своєю колегою Беліндою Ланг, у пари є одна дитина, дочка Лілі.

## Обрана фільмографія
- 1976: Гановер стріт / Hanover street — Гарольд Лестер
- 1977: Дуелянти / The Duellists — офіцер
- 1983: Рейлі, король шпигунів / Reilly, Ace of Spies — Джордж Гілл
- 1990: Лорна Дун / Lorna Doone — король Яків II
- 1992: Ігри патріотів / Patriot Games — Джеффрі Воткінс
- 1996: 101 далматинець / 101 Dalmatians — Фредерік
- 1989–2002, 2013: Пуаро Агати Крісті / Agatha Christie's Poirot — Капітан Гастінгс
- 2004: Операція «Дитячий експрес» / The Baby Juice Express — Артур Бурнетт